# 馬林鎮區 (伊利諾伊州麥迪遜縣)
馬林鎮區（英語：Marine Township）是位於美國伊利諾伊州麥迪遜縣的一個行政鎮區。

## 地方資料
根據2010年美國人口普查的數據，馬林鎮區的面積為92.10平方千米，當中陸地面積為91.40平方千米，而水域面積為0.70平方千米。當地共有人口2200人，而人口密度為每平方千米23.89人。